# Метью Монтгомері
Метью Монтгомері (англ. Matthew Montgomery, уроджений Метью Роберт Рамірез, англ. Matthew Robert Ramírez; нар. 16 березня 1978) — американський актор, продюсер і сценарист. Народився в Х'юстоні, штат Техас. З його дебюту у «Gone, But Not Forgotten» , частіше за все його можна побачити у незалежних фільмах на ЛГБТ-тематику.

## Раннє життя
Батько Монтгомері мексиканського походження, а мати має українське коріння. Він народився в Х'юстоні і виріс в Корпус-Крісті, , де хлопець став займатися мистецтвом у ранньому віці. Його батько був художником та мав галерею, яку його друзі-митці завжди хотіли відвідати.
У віці 11 років, Монтгомері зіграв свою першу роль в шкільному театрі, у виставі «Павутиння Шарлотти», Е. Б. Вайта. У старших класах він зіграв свою першу головну роль в постановці «Енні отримує зброю», Ірвінга Берліна.
Його батьки розлучилися, коли він був підлітком, і тато одружився вдруге через кілька років. Саме мачуха познайомила Монтгомері з класичним кінематографом.
На працю Метью вплинули актори з класичної епохи.

## Особисте життя
Монтгомері є відкритим геєм, заявивши в інтерв'ю, що:
Коли я приїхав в Лос-Анджелес, я не думав, що фільми робили геї. Тим не менш, від самого мого дебюту я був присвячений незалежному гей-кіно.
Метью Монтгомері та його партнер Стів Каллахан разом грали головні ролі у фільмі Роба Вільямса «Role/Play». Монтгомері і Каллахан одружилися 21 березня 2015 року, після того як разом вже понад 7 років.

## Робота

### Фільмографія
| Рік  | Фільм                     | Роль               |
| ---- | ------------------------- | ------------------ |
| 2003 | Пішов, Але Не Забутий     | Марк Рівз          |
| 2004 | Розпродаж                 | Шон                |
| 2004 | Bob Steel                 | Августіно          |
| 2005 | Підмайстер                | Маркс              |
| 2006 | Довгострокові Відносини   | Гленн Філліпс      |
| 2007 | Скоро                     | Гіль Рамірес       |
| 2007 | Гніздо                    | Крейг Мерфі        |
| 2008 | Будинок Страху            | Гладштейн Мортімер |
| 2009 | Порнографія: Трилер       | Майкл Кестіган     |
| 2009 | Секвої                    | Чейз               |
| 2010 | PrimeMates                | Річард Ніксон 1    |
| 2010 | Роль/Грати                | Трой Рід           |
| 2010 | Політ кардинала           | Енді Майєр         |
| 2011 | Знайти Містера Райта      | Кларк Таунсенд     |
| 2011 | Я хочу вийти заміж        | Пол Рол            |
| 2012 | Темна сторона любові      |                    |
| 2012 | Ефект Попелюшки           | Грег Рейнольдс     |
| 2013 | The First 35              | Містер Хоббс       |
| 2014 | Орсон Веллс: Війна світів | Орсон Веллс        |
| 2014 | Bro, What Happened?       | Метью              |
| 2014 | Within Hindsight          |                    |